# The Grass Is Green
The Grass Is Green je poslední singl z alba Folklore kanadské zpěvačky Nelly Furtado, kterou s ní napsal a produkoval Mike Elizondo.
The Grass Is Green je celkově pátý singl z alba, ale jediný, ke kterému nebyl natočen videoklip. Kvůli tomu byla vydána jen v pár zemích, relativně nejlepšího přijetí se dočkala v Německu.

## Furtado o písni
"Je to hra s myšlenkou o tom, co nemůžeme mít, nebo po čem toužíme. Máme to na dosah, ale najednou je příliš pozdě, a všechno je jinak. Je to o nedůvěře, která se vyjadřuje jako druh omrzelosti životem."

## Umístění ve světě
| Hitparáda (2005) | Umístění |
| ---------------- | -------- |
| Německo          | 65       |
| Polsko           | 90       |

## Úryvek textu
Oh yeah, the grass is green
But can you tell me, can you feel it, i just wanna feel it
Oh yeah, the grass is green
But i think i stained my jeans and now everybody knows thah i been in it